# Orthoporidra petiolata
Orthoporidra petiolata är en mossdjursart som först beskrevs av Campbell Easter Waters 1904.  Orthoporidra petiolata ingår i släktet Orthoporidra och familjen Lekythoporidae. Inga underarter finns listade i Catalogue of Life.